# Spaniocerca minor
Spaniocerca minor is een steenvlieg uit de familie Notonemouridae. De wetenschappelijke naam van de soort is voor het eerst geldig gepubliceerd in 1938 door Kimmins.